# レスリー・ターナー
レスリー・ターナー・ボウリー（Lesley Turner Bowrey, 1942年8月16日 - ）は、オーストラリア・ニューサウスウェールズ州シドニー市出身の女子テニス選手。フルネームは Lesley Rosemary Turner Bowrey （レスリー・ローズマリー・ターナー・ボウリー）という。1963年と1965年の2度、全仏選手権の女子シングルスで優勝した。旧姓「レスリー・ターナー」の名前であったが、1968年に全豪選手権優勝者のビル・ボウリーと結婚した。キャリアを通じて全仏選手権と相性が良く、ダブルスで11個のグランドスラム・タイトルを獲得したが（女子ダブルス7勝＋混合ダブルス4勝＝11勝）、同じオーストラリアのライバルであったマーガレット・スミスの陰に隠れがちな存在でもあった。ターナーは1963年に創設された女子テニス国別対抗戦「フェデレーション・カップ」でも、オーストラリア代表選手として大きな役割を果たした人である。彼女のテニス経歴は、1968年に実施されたテニス界の「オープン化措置」（プロ選手解禁）をまたぐ時代であった。

## 来歴
レスリー・ターナーは1961年から海外遠征を始め、この年にウィンブルドン選手権の混合ダブルスと全米選手権の女子ダブルスで優勝した。ウィンブルドンの混合ダブルスでペアを組んだフレッド・ストールは、その後も混合ダブルスではターナーとのコンビを好んだ。同年の全米選手権に初出場した時、パートナーのダーリーン・ハード（アメリカ）は普段ペアを組むマリア・ブエノが病気になったため、急遽19歳になったばかりのターナーを指名した。ターナーとハードの組は、初コンビでエダ・ブディング（ドイツ）＆ヨラ・ラミレス（メキシコ）組を 6-4, 5-7, 6-0 で破って優勝した。1962年のターナーは、地元全豪選手権の混合ダブルスでストールとペアを組んだ優勝があるが、全仏選手権では初進出の女子シングルス決勝でマーガレット・スミスに敗れた。1963年の全仏選手権にて、レスリー・ターナーは2年連続の女子シングルス決勝でアン・ヘイドン＝ジョーンズ（イギリス）を 2-6, 6-3, 7-5 の逆転で破り、4大大会シングルス初優勝を飾った。
1963年から、女子テニス国別対抗戦として「フェデレーション・カップ」が創設された。レスリー・ターナーは第1回大会の1963年から1967年まで、フェデレーション杯にオーストラリア代表選手として出場した。第1回大会では、オーストラリアは決勝でアメリカ・チームに敗れて準優勝になる。ターナーとマーガレット・スミスは、1964年と1965年の第2回・第3回大会でオーストラリアを優勝に導いた。
ターナーの選手経歴の中で、最初のピークは1964年と1965年の2年間であった。1964年には地元の全豪選手権で初めての女子シングルス決勝に勝ち進み、全仏選手権ではシングルス連覇を逃したものの、女子ダブルスで初優勝を果たす。その後ウィンブルドン選手権で、彼女は女子ダブルス・混合ダブルスの2部門に優勝を達成した。全豪女子決勝ではまたもやマーガレット・スミスに敗れたが、全仏選手権とウィンブルドンの女子ダブルスではそのスミスとペアを組んで4大大会2連勝を成し遂げ、混合ダブルスではフレッド・ストールとのペアで3年ぶり2度目の優勝を飾った。そして1965年、レスリー・ターナーは最も得意な全仏選手権で女子シングルス・女子ダブルスの単複2冠を獲得した。女子シングルス決勝では、ライバルのスミスを 6-3, 6-4 で破って2年ぶり2度目の優勝を果たし、女子ダブルスではスミスと組んで2連覇を達成した。
1966年にターナーは一時的なスランプに陥ったが、1967年から彼女の私生活に大きな変化が訪れた。同年の「イタリアン・オープン」の混合ダブルスでビル・ボウリーとペアを組んだことが契機になって、ターナーはボウリーと交際を始めたのである。1967年のターナーは、地元の全豪選手権で女子シングルス・女子ダブルス・混合ダブルスの3部門すべてに決勝進出を果たし、ジュディ・テガートと組んだ女子ダブルスと、オーウェン・デビッドソン（アメリカ）との混合ダブルスで優勝したが、女子シングルス決勝ではナンシー・リッチー（アメリカ）に 1-6, 4-6 で敗れ、地元大会のシングルスは2度の準優勝に終わった。この後全仏選手権で2年ぶり4度目の決勝に進出したが、今度は地元フランスのフランソワーズ・デュールに 6-4, 3-6, 4-6 の逆転で敗れ、3度目の全仏優勝はならなかった。この年は全米選手権の女子シングルスで自己最高のベスト4に入っている。1968年の全豪選手権男子シングルスでは、ボウリーがフアン・ヒスベルト（スペイン）を破って優勝した。1968年にレスリー・ターナーとビル・ボウリーは結婚生活に入り、彼女は2つの姓を併用して「レスリー・ターナー・ボウリー」と名乗るようになった。
ターナーとボウリーが結婚した1968年は、ちょうどテニス界にプロ選手の出場を解禁する「オープン化措置」が実施された転換点の年でもある。テニス用語で「オープン化時代」（Open Era）が始まった後、ターナーの好成績は1969年の「全仏オープン」ベスト4、1968年・1969年のウィンブルドンベスト8があった。1978年に選手生活から引退した後、ターナー・ボウリーはオーストラリアの優れたテニス・コーチとして活動し、1997年に国際テニス殿堂入りを果たしている。（ターナーとボウリーは「テニス4大大会シングルス優勝者どうしの夫婦」として最初のカップルであり、33年後の2001年にアンドレ・アガシとシュテフィ・グラフが2組目となった。）

## 4大大会優勝
- 全豪選手権　女子ダブルス：3勝（1964年・1965年・1967年）／混合ダブルス：2勝（1962年・1967年）　［女子シングルス準優勝2度：1964年・1967年］
- 全仏選手権　女子シングルス：2勝（1963年・1965年）／女子ダブルス：2勝（1964年＆1965年）　［女子シングルス準優勝2度：1962年・1967年］
- ウィンブルドン選手権　女子ダブルス：1勝（1964年）／混合ダブルス：2勝（1961年・1964年）
- 全米選手権　女子ダブルス：1勝（1961年）